# Jan Piotr Molitor
Johann Peter Molitor, Miller, Muller, Jan Petr Molitor (ur. 1702 w Schadeck (obecnie Runkel) lub w Herrschaft Westerburg, zm. 1757 lub 1756 w Krakowie) – malarz, jego obrazy znajdują się w Pałacu Schwarzenbergów w Pradze. Jego synem był Franciszek Ignacy Molitor. Zawodu uczył się w Bonn, Berlinie i Dreźnie, od 1735 pracował w Pradze.
Katalog do wystawy (rok 2000) dzieł malarza wydał Pavel Preiss Johann Peter Molitor, 1702-1757: Portraits and Portrait Motifs (Praga, 2002). Molitor jest łacińskim odpowiednikiem nazwisk Muller, Młynarz.